# گردشگری سیاه
گردشگری سیاه، گردشگری تاریک یا گردشگری تلخ به بازدیدها و سفرها به مناطق و شهرهایی گفته می‌شود که در معرض بلایای طبیعی مانند زلزله، سونامی، سیل و... قرار گرفته یا آثار جنگ، حملات تروریستی و... در آن‌ها واقع شده است یا مکان‌هایی که به دلایل غیرطبیعی، احساس ترس، هیجان و کنجکاوی گردشگر را برای بازدید فرا می‌خواند.